# 지경항 (포항시)
지경항(地境港)은 경상북도 포항시 북구 송라면 지경리에 있는 어항이다. 1973년 10월 16일 지방어항으로 지정하여 관리하고 있다. 시설관리자는 포항시장이다.

## 어항 연혁
- 이 마을 북쪽은 영덕군(盈德郡)과 경계를 이루는 버드내(지경천-(地境川))가 흐르며, 1리(里)에는 지경(地境), 2리(里)에는 어사터와 염전(鹽田)이란 자연부락이 있는데, 1914년 지경리(地境里)로 통폐합 되었다.

## 어항 구역
본 항의 어항구역은 다음과 같다.
- 수역: 동방파제 시점에서 정동으로 150m 지점에서 정남으로 380m점과 이점에서 육지와 연결한 선내 공유수면

## 어항 시설
- 동방파제 375m, 남방파제 30m, 물양장 100m, 선양장 70m

## 개발 계획
- 1996년4월에 본 항에 대한 어항기본계획 및 개발계획이 고시되었다.[1]

## 주요 어종
- 지경항은 졸깃졸깃한 돌문어가 유명하며 잡어, 오징어, 학꽁치 등의 횟감과 특산물로는 돌김이 생산된다.